# Plectus hawaiiensis
Plectus hawaiiensis är en rundmaskart som beskrevs av Nathan Augustus Cobb 1905. Plectus hawaiiensis ingår i släktet Plectus och familjen Plectidae. Inga underarter finns listade i Catalogue of Life.